# تيد راند
تيد راند (بالإنجليزية: Ted Rand)‏ هو رسام توضيحي أمريكي، ولد في 1916، وتوفي في 12 مارس 2005.